# Emilia Pérez
Emilia Pérez je španělsky mluvený francouzský filmový muzikál režiséra Jacquese Audiarda z roku 2024.

## Příběh
Film představuje spletitý osobní život bývalého bosse mexického drogového kartelu Manitase, který se rozhodne jít za svým cílem – skoncovat se špinavým byznysem, projít tranzicí a stát se ženou (Karla Sofía Gascón). Emilia Pérez přijímá nabídku pomoci od neúspěšné a frustrované právničky Rity Mora Castro (Zoe Saldaña), která jí má pomoci očistit od zločinecké minulosti a vést normální život. Postavu hraje skutečná transgender herečka Karla Sofía Gascón, která prošla tranzicí (dříve šlo o herce Juana Carlose Gascóna).

## Uvedení
Světovou premiéru si film odbyl 18. května 2024 na festivalu v Cannes. Do českých kin jej uvedla distribuční společnost Aerofilms 13. února 2025.

## Ocenění
Snímek získal několik Zlatých glóbů za rok 2024 včetně nejlepšího filmu v kategorii komedie/muzikál a nejlepší herečky ve vedlejší roli (Zoe Saldaña). Snímek byl nominován ve 13 kategoriích na ceny americké filmové akademie.